# Oberpfaffenhofen

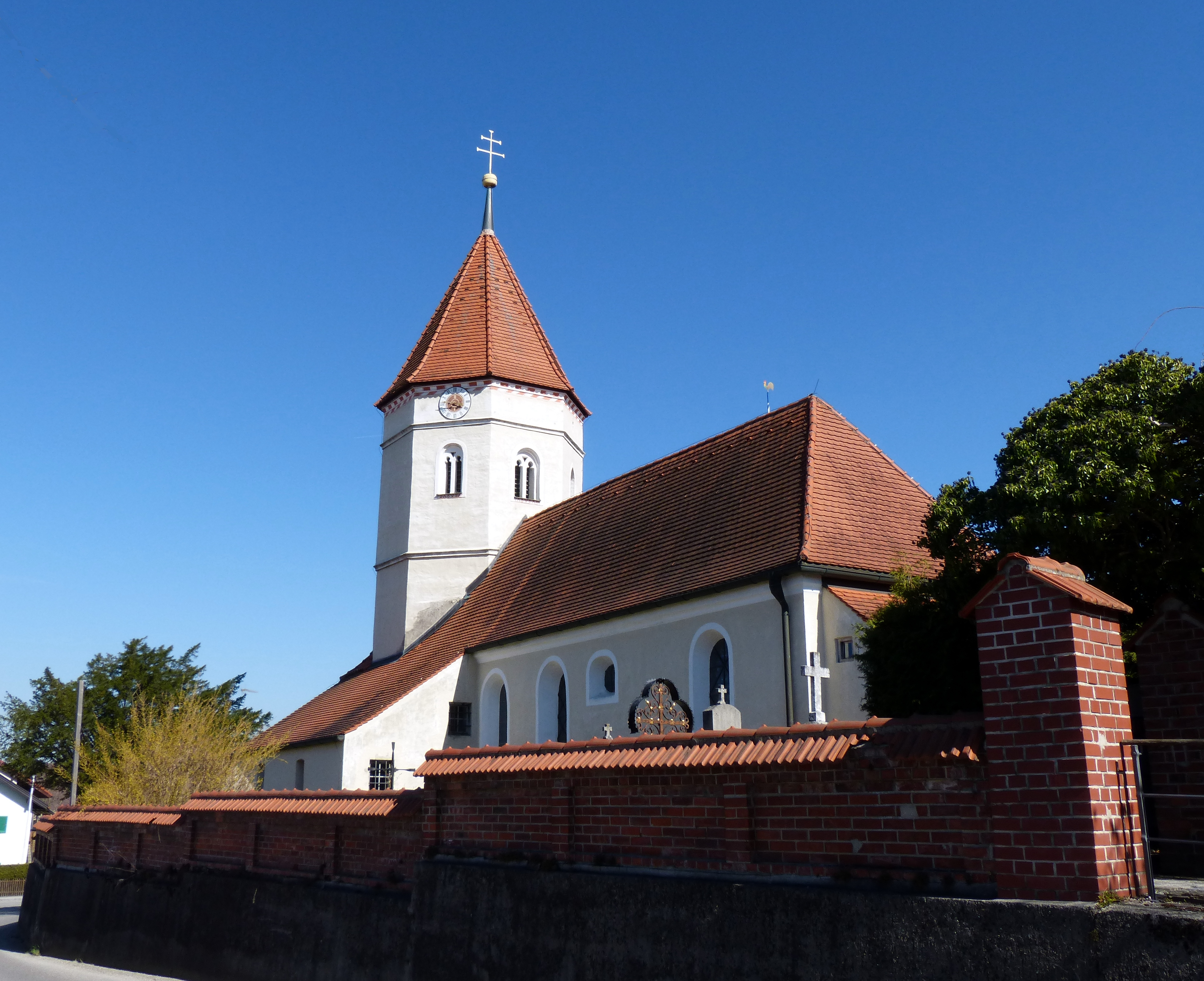
Oberpfaffenhofen, Szent György templom

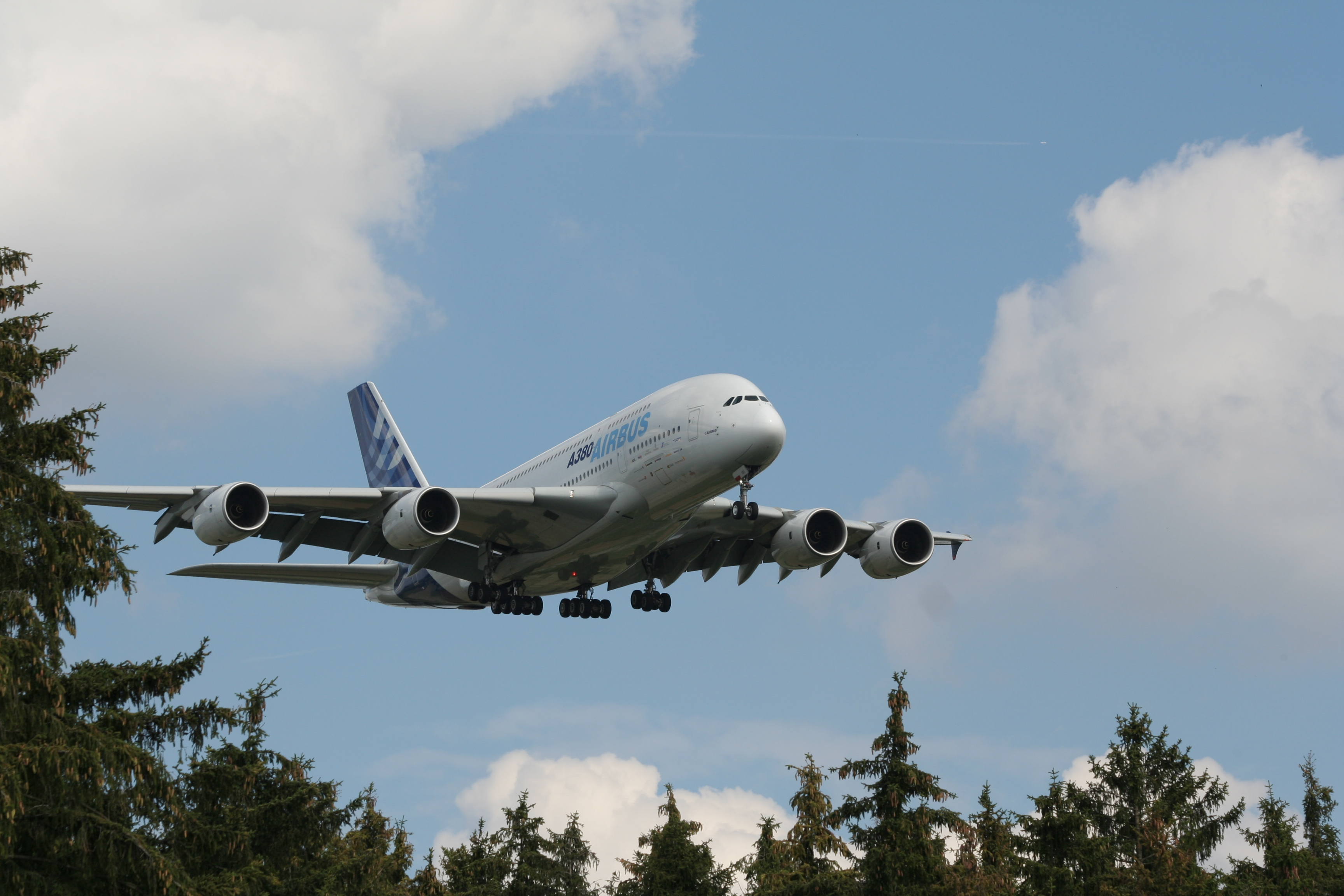

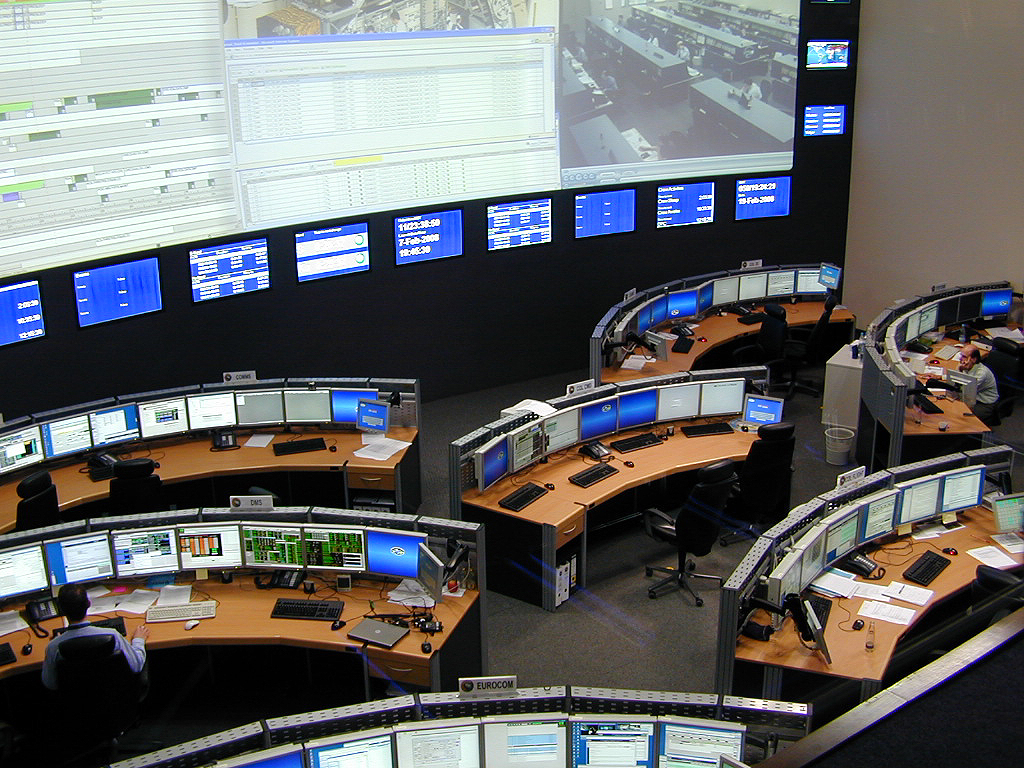

Oberpfaffenhofen Weßling település egy része. Németországban, Felső-Bajorországban, Starnberg  kerületben.

## Története
Oberpfaffenhofen különálló település volt 1975-ig, 1976-ban az önkormányzati reform részeként Weßlinghez csatolták. Utolsó polgármestere (tiszteletbeli) 1960-1975 között, – a mezőgazdaságban dolgozó – Alfons Schönwetter (1912–1995) volt.

## Népesség
| Lakosok száma | 268  | 335  | 753  | 1015 | 1278 |
|               | 1875 | 1925 | 1950 | 1970 | 1987 |

## Leírása
Oberpfaffenhofenben egy privát repülőtér található, amely 1936-ban épült, és 2000-ig itt működött a Dornier-Werke  cég, egy működő repülőtérként. Tulajdonosa most az Airbus-csoport, és egy üzemeltető cég (Edmo Flight Operations GmbH) kezeli. A repülőtér koordinátái: 48°4'53"N  11°16'59"E.
E kutatási létesítmény elődje a (FFO) oberpfaffenhofeni légügyi kutatóintézet volt, amelyet 1937-ben Max Dieckmann alapított.
Az egyik a két fő itteni központ közül a DLR, ahol a Galileo műholdas navigációs rendszer ESA található.
Ezen kívül a RUAG cég található itt, mint az egykori Dornier Luftfahrt GmbH jogutód társasága a katonai és a polgári szolgálat területén.